# Radio Tunis chaîne internationale
 (mars 2019).
Si vous disposez d'ouvrages ou d'articles de référence ou si vous connaissez des sites web de qualité traitant du thème abordé ici, merci de compléter l'article en donnant les références utiles à sa vérifiabilité et en les liant à la section « Notes et références ».
Radio Tunis chaîne internationale (arabe : إذاعة تونس الدولية) ou RTCI est une station de radio publique généraliste de Tunisie, rattachée à l'Établissement de la radio tunisienne.

## Histoire
Le 15 octobre 1938, le ministre français des PTT, Jules Julien, débarque à Tunis pour inaugurer la nouvelle Radio Tunis-PTT. La majorité des émissions (diffusées depuis un bâtiment de la rue de la Monnaie) sont en français mais sont aussi diffusées en arabe et en italien en utilisant la même fréquence. 

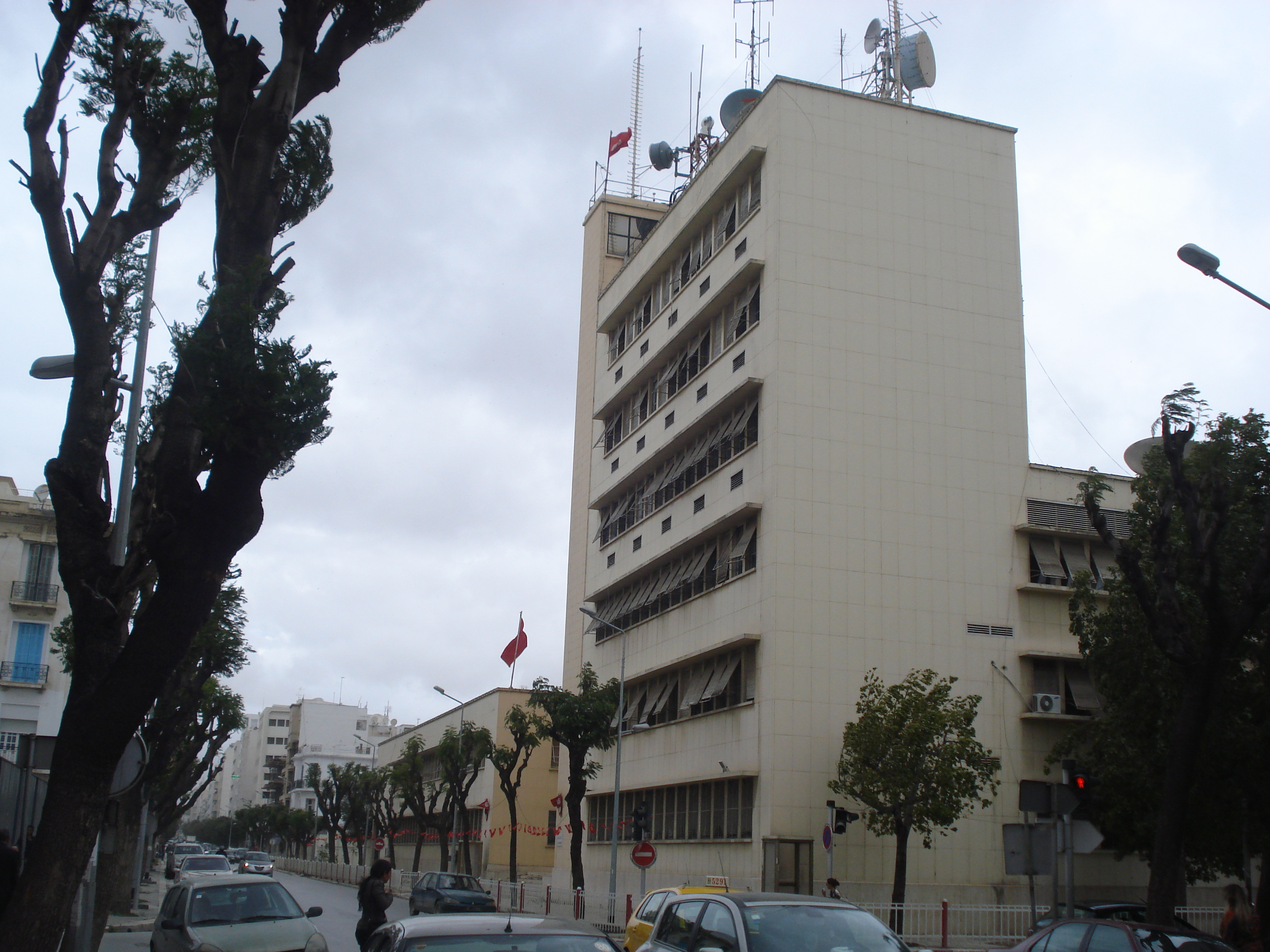
Maison de la radio tunisienne.

Radio Tunis-PTT est rebaptisée Radio Tunis en 1939. La même année, l'installation d'un second studio permet une diffusion séparée et simultanée des émissions en arabe (actuelle Radio nationale et en français (actuelle RTCI).
En 1954, Radio Tunis déménage à son nouveau siège de l'avenue de Paris (scindée après l'indépendance en avenue de Paris et avenue de la Liberté). La chaîne non arabophone est diffusée depuis le studio 1 alors que la chaîne arabophone est diffusée depuis le studio 2.
Avec sa nationalisation en février 1960, la radio est appelée Chaîne internationale de Radio Tunis. Depuis 1986, elle est appelée Radio Tunis chaîne internationale ou plus simplement RTCI.
La radio tient son nom de la diffusion de ses programmes en français, italien, anglais, allemand et espagnol.
Elle est dirigée par Sondès Ben Khalifa, placée à sa tête en août 2023.

## Diffusion
RTCI diffuse ses émissions 24 heures sur 24 depuis le 18 juillet 2015. Les programmes sont destinés à un large public composé essentiellement de jeunes, y trouvant une ouverture multiculturelle via les langues, d'une majorité d'intellectuels, de gens de culture et d'artistes ainsi que des expatriés et plaisanciers de diverses nationalités ayant choisi pour destination la Tunisie.
Les bureaux de RTCI sont situés à Tunis (71, avenue de la Liberté). La chaîne gère son activité radiophonique principale en disposant de deux studios : le studio 1 pour la diffusion en direct et le studio 3 pour la conception, le montage et l'enregistrement des émissions. Elle recourt aussi à d'autres studios plus équipés techniquement (studios 7 et 8) pour réaliser des émissions musicales et théâtrales.
RTCI émet en FM ; elle est également diffusée par satellite dès 1992 et sur Internet dès 2007. Elle n'émet plus sur onde moyenne dès mai 2006, sa fréquence ayant été cédée à Radio Tunisie Culture, mais retrouve sa fréquence sur onde moyenne fin 2014.
Depuis le 18 juillet 2015, RTCI diffuse ses émissions 24 heures sur 24 en onde moyenne (963 kHz).

## Animateurs
- Afef Alaya
- Mourad Ayari
- Amine Babacheïkh
- Karim Ben Amor
- Mejda Ben Hussein
- Karim Ben Saïd
- Hatem Bouriel
- Haykel Bouzouïta
- Kerim Bouzouïta
- Donia Chaouch
- Walid Chortani
- Hédi Dhrayef
- Adel Gazzah
- Ahlem Ghayaza
- Houria Guellati
- Ghada Hadhbaouï
- Raouia Kheder
- Meriem Laâbidi
- Moncef Labiedh
- Emna Louzyr
- Souad Maknine
- Mohamed Manzli
- Ines Mohdhi
- Anis Moraï
- Adel Mothéré (décédé le 5 avril 2016[4])
- Mayada Shili
- Leïla Siala
- Hayet Toukabri

## Émissions

### Émissions actuelles
Outre les programmes quotidiens en langues étrangères (anglais, italien, allemand, espagnol) et les émissions quotidiennes (Morning et Autour de midi), la station diffuse un certain nombre de productions, notamment des émissions musicales entre 21 heures et minuit :
- Couleur Bleu Nuit : émission musicale animée par Heykel Bouzouïta les mercredis et samedis soir ;
- Le Club du Lundi : émission consacrée à la chanson française, animée par Slah Karouï le lundi soir ;
- Zanzana : émission consacrée au hard rock et au metal, animée par Karim Ben Amor le jeudi soir ;
- Acid Night : émission consacrée aux musiques alternatives, animée par Amine Babacheïkh le dimanche soir ;
- Contacts : émission culturelle diffusée du lundi au jeudi de 17 heures à 19 h 30 et présentée par Emna Louzir ;
- Hebdo-cyber : émission consacrée aux technologies de l'information et de la communication, animée par Faouzi Moussa le vendredi à partir de 18 heures ;

### Anciennes émissions
- Le Club de nuit : émission diffusée tous les lundis de 21 heures à 2 heures et animée par Nessim Bouslama ;
- Le Jazz Club : émission diffusée tous les mercredis de minuit à 2 heures et animée par Nessim Bouslama ;
- We Rock : émission sur le hard rock et le metal diffusée tous les jeudis de 21 h 30 à minuit et animée par Nessim Bouslama ;
- Plein cap : émission diffusée du lundi au vendredi de 18 heures à 19 h 30 ;
- Patchwork : émission culturelle diffusée d'abord le mercredi soir puis le vendredi soir et animée par Amine Babacheïkh ;
- Le Gang de RTCI  : émission qui décrypte l'actualité de la télévision diffusée tous les lundis de 21 heures à minuit et animée par Kerim Bouzouïta.

À partir du mois d'août 2011, la station relance le théâtre radiophonique avec la saga Jézia l'Hilalienne inspirée de l'œuvre de Mohamed Marzouki traduite par Anouar Attia et adaptée par Mokhtar Louzyr. Parmi les participants, on compte Mouna Belhaj (dans le rôle de Jézia), Hélène Catzaras, Nora Kort, Fatma Zaïri, Amor Mzali, Issam Marzouki, André Iliev, etc.

## Informations
- Des flashs d'information en français sont diffusés à 6, 8, 9, 10, 11, 12, 14, 15, 16, 17, 18, 20, 21 et 22 heures ;
- Des journaux en français sont diffusés à 7, 13, 19 et 23 heures ;
- Des bulletins d'information en allemand, anglais, espagnol et italien sont diffusés pendant les programmes retransmis dans ces langues.

En 2016, les journalistes du journal parlé de RTCI sont les suivants :
- Saloua Arfaouï
- Sonia Attar
- Raja Ben Amara
- Sondes Ben Khalifa
- Norhène Ben Manssour
- Slaheddine Ben Mbarek
- Amira Bouhjar
- Mohamed Ali Chaïeb
- Karima Chalouati
- Khadija Chouikha
- Zeïneb Farès
- Yasmine Hajri
- Inès Jlassi
- Faïrouz Khaïrallah
- Issa Khreichi
- Arij Mahjoub (décédée le 17 octobre 2012)
- Zied Mahjoub
- Sarra Rajhi
- Samia Sellimi
- Fedia Souheïl
- Insaf Zaïri